# Anaplecta dahomensis
Anaplecta dahomensis är en kackerlacksart som beskrevs av Robert Walter Campbell Shelford 1906. Anaplecta dahomensis ingår i släktet Anaplecta och familjen småkackerlackor. Inga underarter finns listade i Catalogue of Life.